# توني فوغل
توني فوغل (بالإنجليزية: Tony Vogel)‏ هو ممثل بريطاني، ولد في 29 يونيو 1943 في المملكة المتحدة، وتوفي في 27 يوليو 2015.

## وصلات خارجية
- توني فوغل على موقع IMDb (الإنجليزية)
- توني فوغل على موقع ألو سيني (الفرنسية)
- توني فوغل على موقع أول موفي (الإنجليزية)
- توني فوغل على موقع قاعدة بيانات الأفلام السويدية (السويدية)
- توني فوغل على موقع قاعدة بيانات الفيلم (الإنجليزية)
- توني فوغل على موقع كينوبويسك (الروسية)